# Heures Torriani
Les Heures Torriani sont un manuscrit conservé au musée Condé à Chantilly. La réalisation des enluminures de ce livre d'heures est attribuée à Giovanni Ambrogio de Predis et son atelier sans doute vers 1490-1495 pour le compte d'un membre de la famille della Torre de Milan.

## Historique du manuscrit

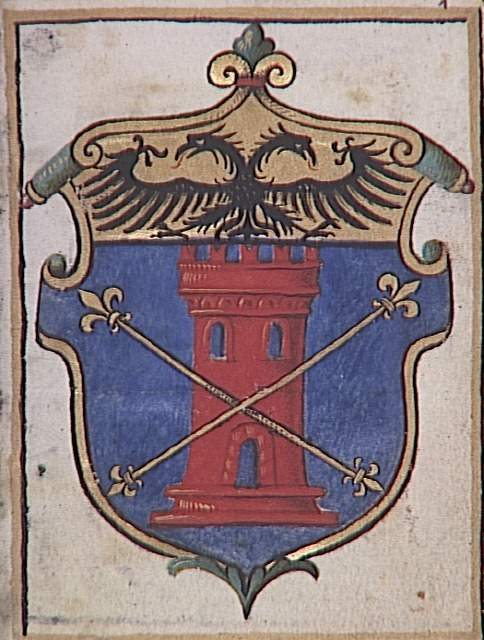
Première page du manuscrit : armes de la famille Della Torre

À la suite d'une mauvaise interprétation des armes présentes au folio 1, le livre a longtemps été attribué à la famille vénitienne Morosini. En réalité, ce blason est celui de la famille della Torre, une famille milanaise. D'après le texte du livre, il a sans doute été réalisé pour une femme de cette famille. Le blason n'a été rajouté qu'a posteriori.
D'autres indices rattachent le manuscrit à Milan : le calendrier contient des noms de saints milanais, la lettrine  du folio 41 contient une guivre, symbole du duché de Milan, et enfin, la page du mois de novembre représente la façade de l'ancienne cathédrale Santa Maria Maggiore de Milan, surmontée de la statue de saint Ambroise, patron de la ville.
Par la suite, on perd toute trace du livre dès la fin du XVe siècle ou début du XVIe siècle. Sa trace n'est retrouvée qu'au XVIIIe siècle dans la collection du duc de la Vallière. Une note manuscrite inscrite au folio 141 du livre par le bibliothécaire du duc indique que l'ouvrage a appartenu à un certain M. Jacobsen de La Crosnière. Il ne réapparaît ensuite que dans la collection du bibliophile Armand Cigongne, au moment de la vente de celle-ci. Elle est achetée en bloc par le duc d'Aumale en 1861 qui, une fois revenu en France en 1871, la conserve dans la bibliothèque de son château de Chantilly devenu musée Condé.

## Attribution des décorations du manuscrit
Le manuscrit Torriani contient des miniatures très proches de celles des Heures Borromeo (Bibliothèque Ambrosienne, Milan, SP42), peintes par Cristoforo de Predis. On y retrouve les mêmes sujets et la même mise en page du calendrier. Les décorations du livre Torriani sont attribuées à son demi-frère cadet, Ambrogio et à son atelier, enlumineur et émailleur. Il est l'auteur d'un autre livre d'heures lui aussi très proche, les Heures Arconati (coll. part., vers 1500) mais aussi d'autres œuvres émaillées attribuées au même atelier et au dessin très proche de la reliure des Heures de Chantilly : deux boucles de ceinture conservées au musée de Novare et un baiser de paix orné d'un émail représentant la Résurrection conservé au Museo Poldi Pezzoli de Milan. Les Heures Torriani est la seule œuvre à allier le travailleur d'enlumineur et d'émailleur de l'artiste. Cependant, certaines décorations de marges sont plus proches des miniatures d'un autre livre d'heures produit par le même atelier mais dont les décorations sont attribuées à Matteo da Milano (Bibliothèque Bodléienne, Douce 14). Ce dernier pourrait ainsi avoir participé aux décorations des marges du manuscrit de Chantilly.

## Description
Le livre d'heures est d'un tout petit format de moins de 9 cm de haut. Il contient les chapitres suivants :
- un calendrier en latin (folio 2 à folio 19)
- l'office de la vierge (f.20-99)
- psaumes de la pénitence et litanies des saints (f.100-119)
- office de la Croix (f.120-133)
- office du Saint-Esprit (f134-138)
- les sept oraisons de saint Grégoire (d'une autre écriture) (f139-144)

Il contient trente miniatures : 
- 12 miniatures pour le calendrier, une pour chaque mois, disposées en bordure : elles représentent les activités des mois, chose rare pour un livre d'heures italien
- 6 miniatures pleine page présentes dans les offices : La Nativité, David et Goliath, La Flagellation, la Crucifixion, La Résurrection du Christ, et La Mise au tombeau.
- 12 lettrines enluminées

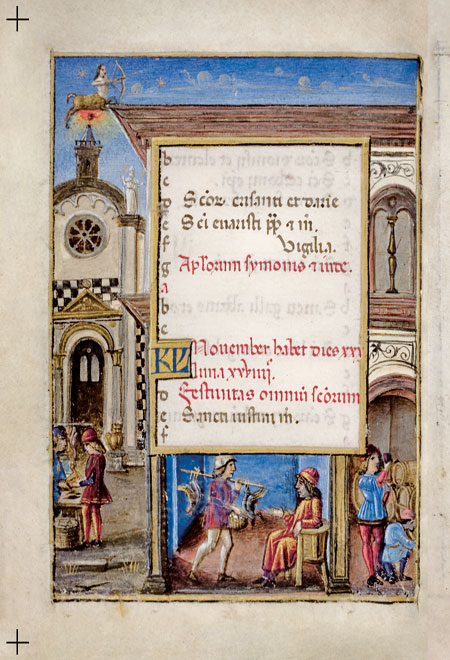
Page du calendrier : mois de novembre, f.13v
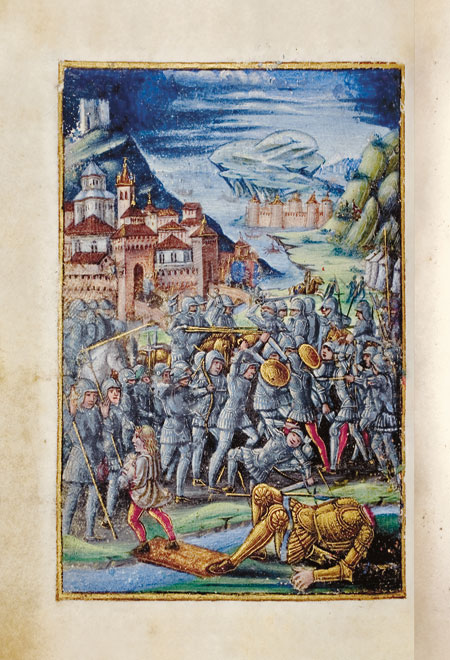
Miniature pleine page : David tuant Goliath, f.98v
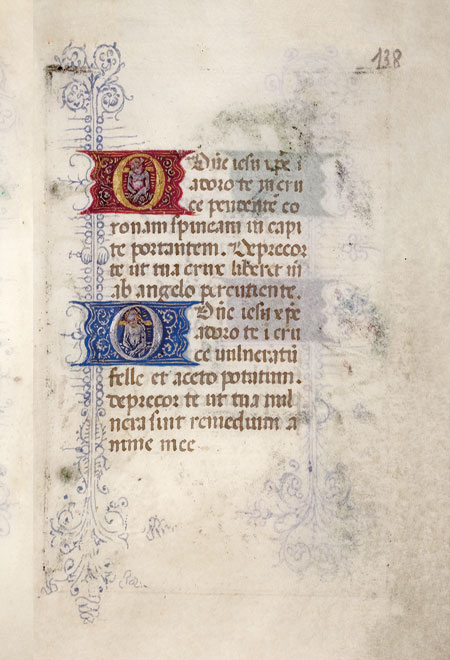
Page avec des lettrines ornées, f.138r

## Le reliure

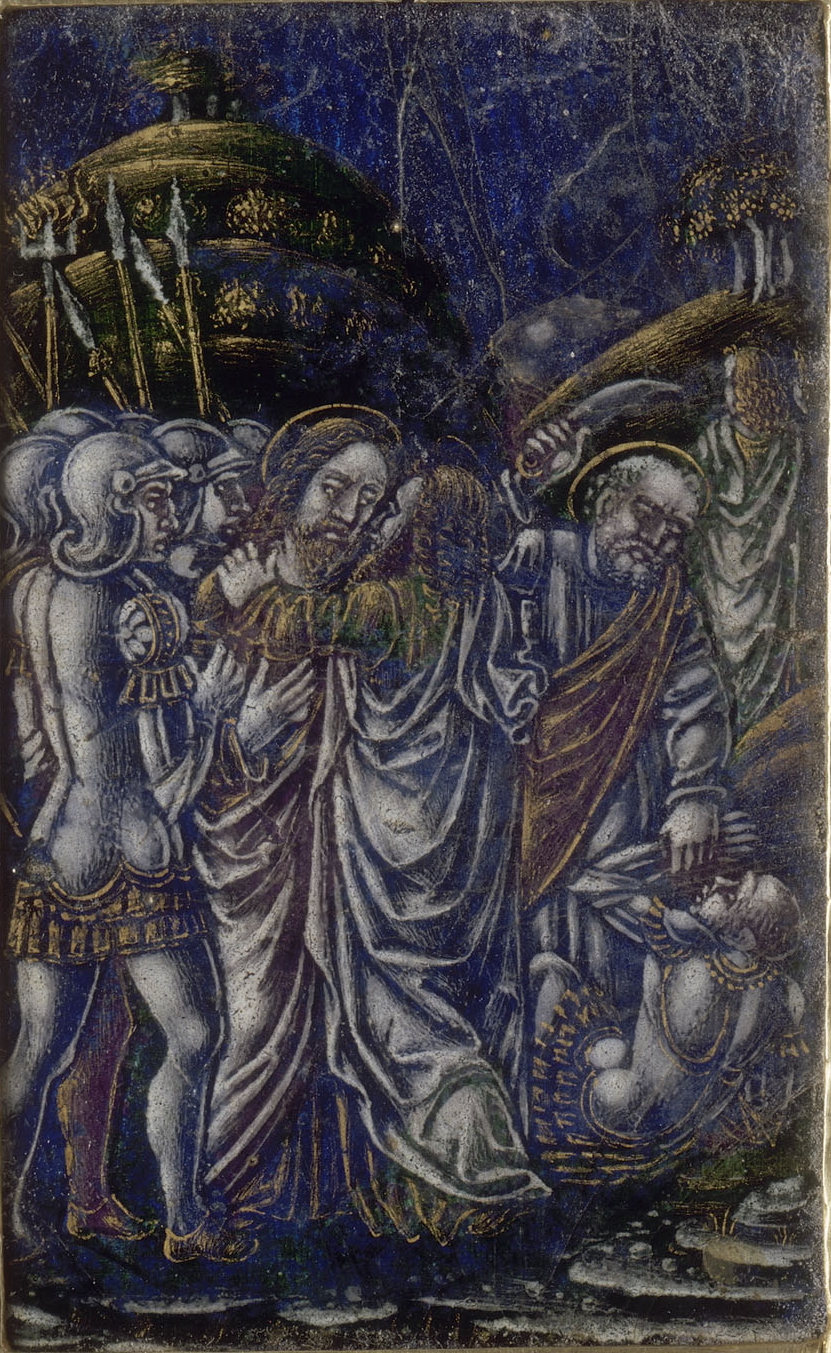
Le Baiser de Judas, émail sur le contreplat supérieur de la reliure.

Fait exceptionnel, le livre conserve sa reliure d'origine en vermeil. La première et quatrième de couverture (plats supérieur et plat inférieur) sont constituées de trois cadres rectangulaires imbriqués les uns dans les autres. Chaque cadre est décoré de rinceaux et de vrilles et le cadre médian possède un fond en émail bleu. Chaque plat est orné de 4 têtes de putti en ivoire et d'un camée représentant d'un côté sainte Catherine et de l'autre sainte Lucie. Les deuxième et troisième de couverture (appelés contreplats) sont eux aussi décorés d'un cadre en vermeil décorés de 6 médaillons en émail représentant le buste d'un personnage sacré et entourant une plaque centrale émaillée. La plaque émaillée du contreplat supérieur représente le Baiser de Judas et le Portement de croix se trouve sur le contreplat inférieur. 